# Штилич, Семир
Семи́р Шти́лич (босн. Semir Štilić; 8 октября 1987, Сараево) — боснийский футболист, полузащитник.

## Биография

### Клубная карьера
Воспитанник футбольной школы клуба «Железничар» из города Сараево. В 2005 году ему удалось закрепиться в основном составе клуба, за который ему удалось отличиться 19 раз.
11 июня 2008 года он заключил четырёхлетний контракт с клубом «Лех» (Познань). Ему удалось отличиться 5 раз в своём дебютном сезоне в чемпионате страны и забить 2 важных мяча в Кубке УЕФА 2008/09.
В июле 2012 года перешёл во львовские «Карпаты». В команде взял футболку с 22 номером, затем сменил номер на 44. Дебютировал за львовский клуб 11 августа 2012 года в матче против одесского «Черноморца».
В августе 2013 года в одностороннем порядке разорвал контракт с львовским клубом и 19 августа подписал новый контракт с турецким клубом «Газиантепспор». В результате чего львовяне обратились в палату по разрешению споров ФИФА с требованием применить санкции как к футболисту так и к его новому клубу. Дебютировал за «Газиантепспор» 14 сентября 2013 года в матче против ФК «Ризеспор». Из-за невыплаты зарплаты покинул Турцию.
В феврале 2014 года был официально представлен игроком краковской «Вислы». В августе 2015 года перешёл в кипрский АПОЭЛ за который дебютировал в ответном матче второго квалификационного раунда Лиги чемпионов УЕФА 2015/16 против македонского «Вардара».